# Federación de Industrias del Estado de São Paulo

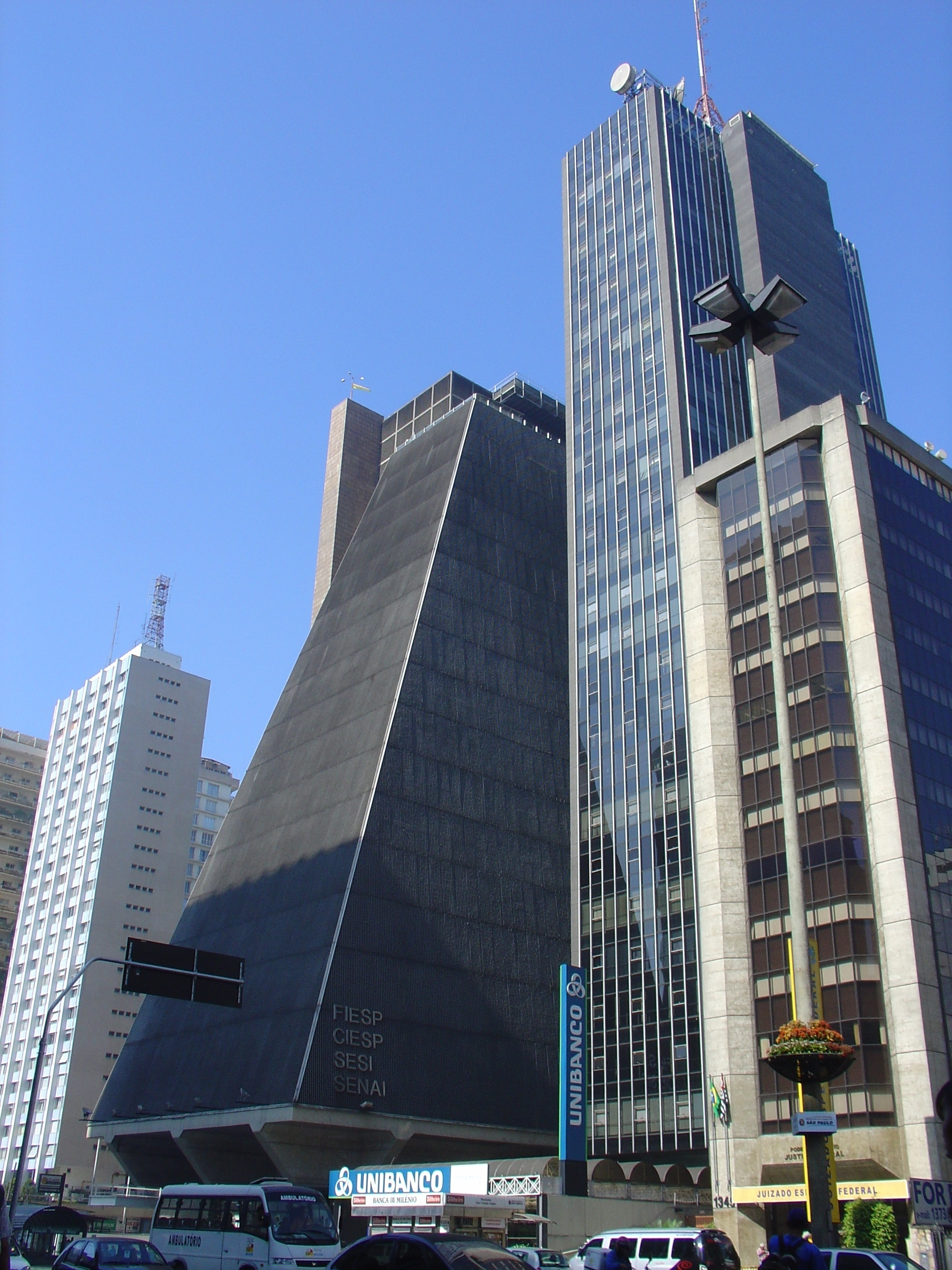
sede de la FIESP en la Avenida Paulista, São Paulo.

La FIESP o Federação das Indústrias do estado de São Paulo (Federación de Industrias del Estado de São Paulo, FIESP por sus siglas en portugués) es una entidad industrial brasileña. FIESP está afiliada a la Confederación de Industria Nacional (CNI).
FIESP cuenta con 52 unidades representativas en el estado de São Paulo, representando a 113 sindicatos de empresarios y 130,000 industrias.
La federación se ubica en la ciudad de São Paulo. El edificio de las entidades de la industria en São Paulo alberga al Centro de Industrias del Estado de São Paulo (CIESP), al Servicio Social de la Industria de São Paulo (SESI-SP), al Servicio Nacional para Capacitación Industrial de São Paulo (SENAI-SP), al Instituto Roberto Simsonen (IRS) y a las oficinas generales de algunos de los sindicatos afiliados.
Paulo Antonio Skaf fue elegido presidente de la Federación de Industrias del Estado de São Paulo (FIESP) en 2004. Fue reelecto presidente de la federación en 2007 y nuevamente reelegido en 2011.
En junio de 2014, el empresario Benjamin Steinbruch, presidente y director ejecutivo de National Steel Company (CSN) y de Vicunha Group, fue nombrado presidente de la FIESP reemplazando a Skaf, quien fue candidato al gobierno del estado de São Paulo.

## Histórico
Durante la Revolución de 1924 encabezada por el general Isidoro Dias Lopes, el presidente de la Asociación Comercial de São Paulo (ACSP), José Carlos de Macedo Soares permaneció en São Paulo, la cual estaba siendo bombardeada, para proteger a los vecindarios de la clase trabajadora, a las fábricas y a los talleres. Cuando la resistencia fue derrotada, Macedo Soares fue acusado de cooperar con la revolución y fue enviado al exilio. La ACSP se debilitó aún más sin su presidente.
En 1928, un grupo de empresarios de la Asociación de Comercio de São Paulo encabezada por Jorge Street, Francesco Matarazzo y Roberto Simonsen fundaron el Centro de Industrias del Estado de São Paulo (CIESP), una asociación privada que apoya y representa los intereses de las industrias. En 1931, Matarazzo, Simonsem, Street y un grupo de empresarios fundaron la Federación de Industrias del Estado de São Paulo (FIESP) para reclamar la competitividad de la  industria en Brasil y reducir los costos de producción y contener la desindustrialización.
Durante el gobierno de Vargas, la CIESP y la FIESP permanecieron separadas. Después de la Segunda Guerra Mundial, ambas entidades volvieron a trabajar unidas.

## En acción
La FIESP cuenta con 52 unidades representativas en el estado de São Paulo. La federación está integrada por 133 asociaciones empresariales y 130,000 industrias, reuniendo sectores que conforman el 43% del producto interno bruto (GDP) de Brasil.
Skaf fue elegido presidente de la Federación de Industrias del Estado de São Paulo (FIESP), del Servicio Social de la Industria (SESI-SP), del Servicio Nacional para Capacitación Industrial (SENAI-SP) y del Instituto Roberto Simonsen (IRS) en 2004. Fue reelecto presidente de la federación en el 2007 y nuevamente reelegido en el 2011.
La FIESP tiene varios comités, departamentos y concejos que representan a diferentes sectores industriales. Entre los comités, existe el Comité de Empresarios Jóvenes (CJE) de la FIESP, que es un grupo de empresarios jóvenes que participan en varias actividades de la federación, asistiendo a reuniones de los concejos, departamentos y de otros comités. El CJE interactúa con varias entidades para promover el empresariado.
El Comité de Acción Cultural (Comcultura) de la FIESP es un grupo que promueve el acceso a las actividades culturales en arte y cultura en la comunidad.
El Comité de Responsabilidad Social de la FIESP (Cores) es un grupo de profesionales que proviene de varios sectores para guiar a los sindicatos empresariales e industrias en la gestión de responsabilidad social, medio ambiente y derechos humanos.
La Cámara de Conciliación, Mediación y Arbitraje de São Paulo de la FIESP se involucra en la administración, conciliación y mediación en arbitrajes de conflictos empresariales con el fin de reducir el número de casos abiertos en las cortes de Brasil.

## Campañas recientes
La FIESP encabezó la campaña para la aprobación de la Ley General de Micro y Pequeña Empresa y del movimiento libre de Bienes y Servicios en derivados de harina de trigo en el 2006, lo cual condujo a una reducción del precio de productos tales como pan y pasta en el 2006.
En  octubre del 2007, la FIESP envió una carta a los empresarios brasileños con una lista de las razones por las cuales la Contribución Provisional al Movimiento o Transmisión de Valores, Créditos y Naturaleza Financiera CPMF debería desparecer. La FIESP envió más de 1.3 millones de firmas en contra del CPMF al Comité de Constitución y Justicia (CCJ) del Senado Federal de Brasil.
En diciembre del mismo año, el senado federal determinó el fin de los impuestos del CPMF.
Desde el 2008, la FIESP reclama una exención impositiva en productos alimenticios básicos. En el 2013, el gobierno federal aprobó una medida provisional que reduce el Programa de Integración Social (PIS), la Contribución al Financiamiento de la Seguridad Social (COFINS) y elimina los impuestos a productos industrializados en productos alimenticios básicos.
La FIESP también ha emprendido campaña para que la banca pública reduzca en 30% la tasa de diferencial bancario en el 2009.
En el 2011, la FIESP inició la campaña 'Energía al precio correcto' y la presentó ante la Corte de Auditorías de la Unión, solicitando que el gobierno tomara acción con respecto a los precios de la electricidad en el país. El gobierno federal posteriormente subsidió a todos los brasileños un descuento promedio del 20% en facturas de electricidad en el 2013.
En abril de 2013, la FIESP entró en campaña ante la Cámara de Diputados para la aprobación de la Medida Provisional (MP) 595, conocida como la Ley Puerto, que mejora la infraestructura y privatiza los puertos den Brasil.
La Ley Puerto fue sancionada por el presidente Dilma Rousseff en junio de dicho año.
En noviembre del mismo año, la FIESP también presentó una demanda de inconstitucionalidad contra la ley que aprobaba el incremento del Impuesto para Terrenos Urbanos y Edificios (IPTU), con un promedio del 55% en casas habitación, y 88% en comercios en la ciudad de São Paulo.
La Institución Especial de la Corte de Justicia de São Paulo suspendió en diciembre de dicho año el incremento del impuesto a la propiedad.
En junio de 2014, la FIESP concluyó una alianza con el Centro de Información y Coordinación de Dot BR (NIC.br) y desarrolló un software para monitoreo de banda ancha fija. El software gratis verifica si las conexiones de internet cumplen con los servicios contratados.

## Centro Cultural Fiesp Ruth Cardoso
La FIESP financia y apoya culturalmente el Centro Cultural FIESP Ruth Cardoso. El Centro Cultural FIESP fue fundado en marzo de 1998 y fue nombrado en honor al antropólogo Ruth Cardoso. El espacio incluye el Teatro de SESI, la Galería de Arte SESI-SP y el Área de Mezanine. 
El Centro Cultural presenta obras de teatro, exhibiciones, conciertos, películas y lecturas.
La FIESP patrocinó la obra musical 'The Drunk Godmother, dirigida  por Miguel Falabella en el 2013 y en el 2014.

## Ubicación
El edificio de las oficinas generales de la FIESP es uno de los principales elementos arquitectónicos de la ciudad y una de las principales atracciones de la Avenida Paulista debido a su forma de pirámide. El edificio tiene 99 pies de altura y se encuentra en una de las avenidas principales. 
El edificio fue construido en 1979 por la firma del arquitecto Rino Levi. En 1998, el edificio fue rediseñado por el arquitecto Paulo Mendes da Rocha para incluir la creación de un centro cultural en la planta baja.